# Joan Goula

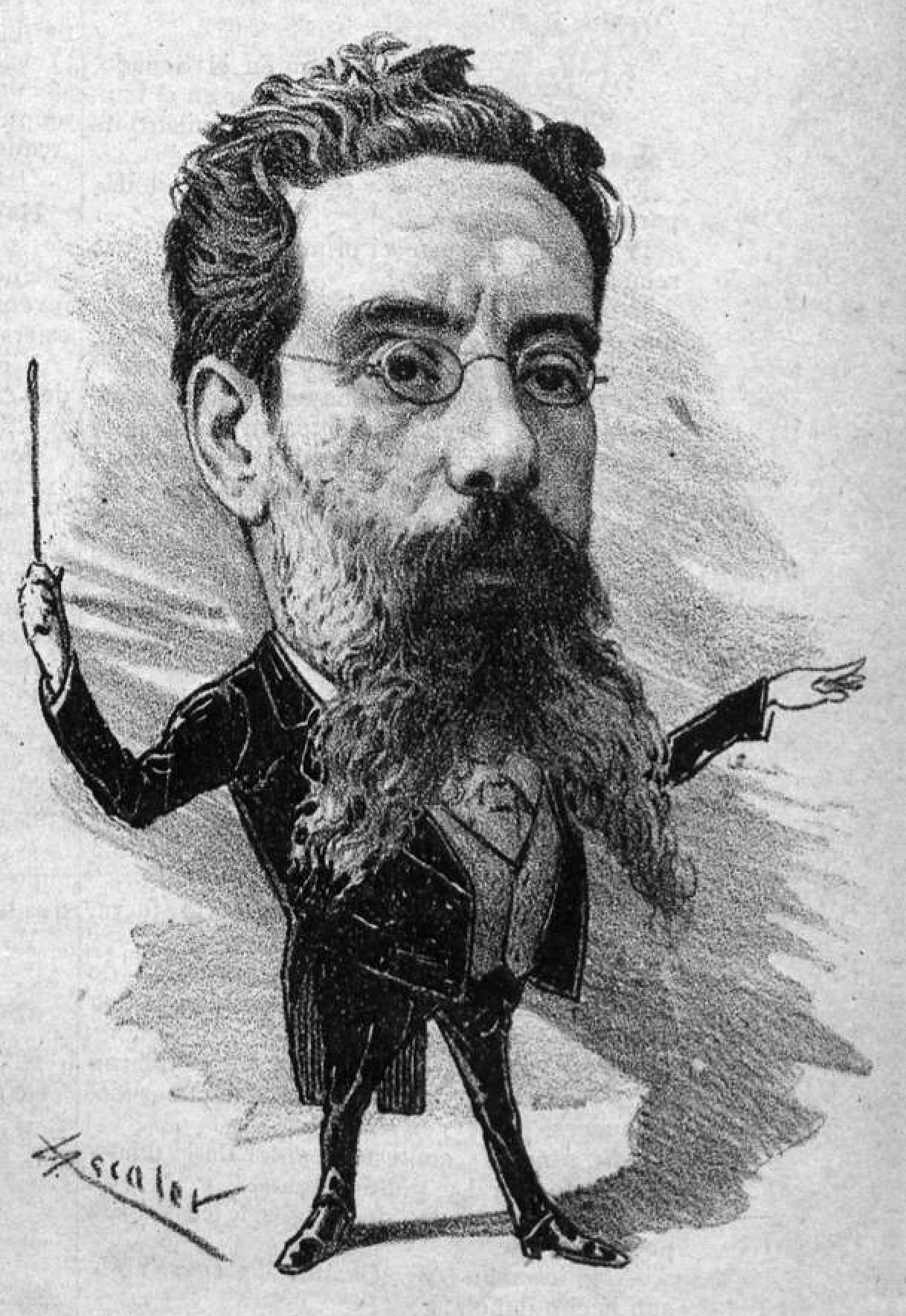
Caricaturizado por Escaler (La Semana Cómica, 22 de febrero de 1889)

Joan Goula i Soley (San Feliu de Guíxols, 1843-Buenos Aires, 1917) fue un compositor y director de orquesta español, fundador y director del Conservatorio de Música de Buenos Aires.

## Trayectoria
Nacido en 1843 en la localidad gerundense de San Feliu de Guíxols, trabajó en todas las facetas de la música. Estudió con Nicolau Manent, en Barcelona. Ejerció diversos cargos en el Teatro de los Campos Elíseos y en el Gran Teatro del Liceo de Barcelona. Actuó como director de orquesta en Palma de Mallorca (1866-1870), donde fundó el Orfeón Mallorquín. En 1870 fue contratado en Moscú como director de orquesta en el Teatro Imperial de Moscú. Fue director de ópera italiana en San Petersburgo. Dirigió también en Baden y en Hamburgo. Dirigió en el Liceo cinco conciertos de la Misa de Requiem de Verdi con 134 profesores y 102 coristas (el primer concierto fue el 22 de agosto de 1875 un año después del estreno en Milán de la citada obra).
Se trasladó definitivamente a Argentina donde recibió la consagración de su carrera. Fundó el Conservatorio de Música de Buenos Aires. Organizó en el Teatro Colón de Buenos Aires un ciclo de 
ópera española, donde presentó Els Pirineus, de Felipe Pedrell, obra que había sido estrenada en 1902 en Barcelona. Dirigió en el Casal Catalán de Buenos Aires el himno Gloria a España de Anselmo Clavé, entre otras obras.
Como compositor, escribió la música de la opereta A orillas del mar de Damas Calvet de Budallés y El testamento de un brujo, de José Feliú y Codina. Otras obras suyas son el baile espectáculo Clye o El triunfo de Venus (1899) y una cantata dedicada al zar de Rusia Alejandro II.
Falleció en Buenos Aires en 1917.